# Cassida elongata
Cassida elongata is een keversoort uit de familie bladkevers (Chrysomelidae). De wetenschappelijke naam van de soort werd in 1893 gepubliceerd door Julius Weise.